# Rothe Erde

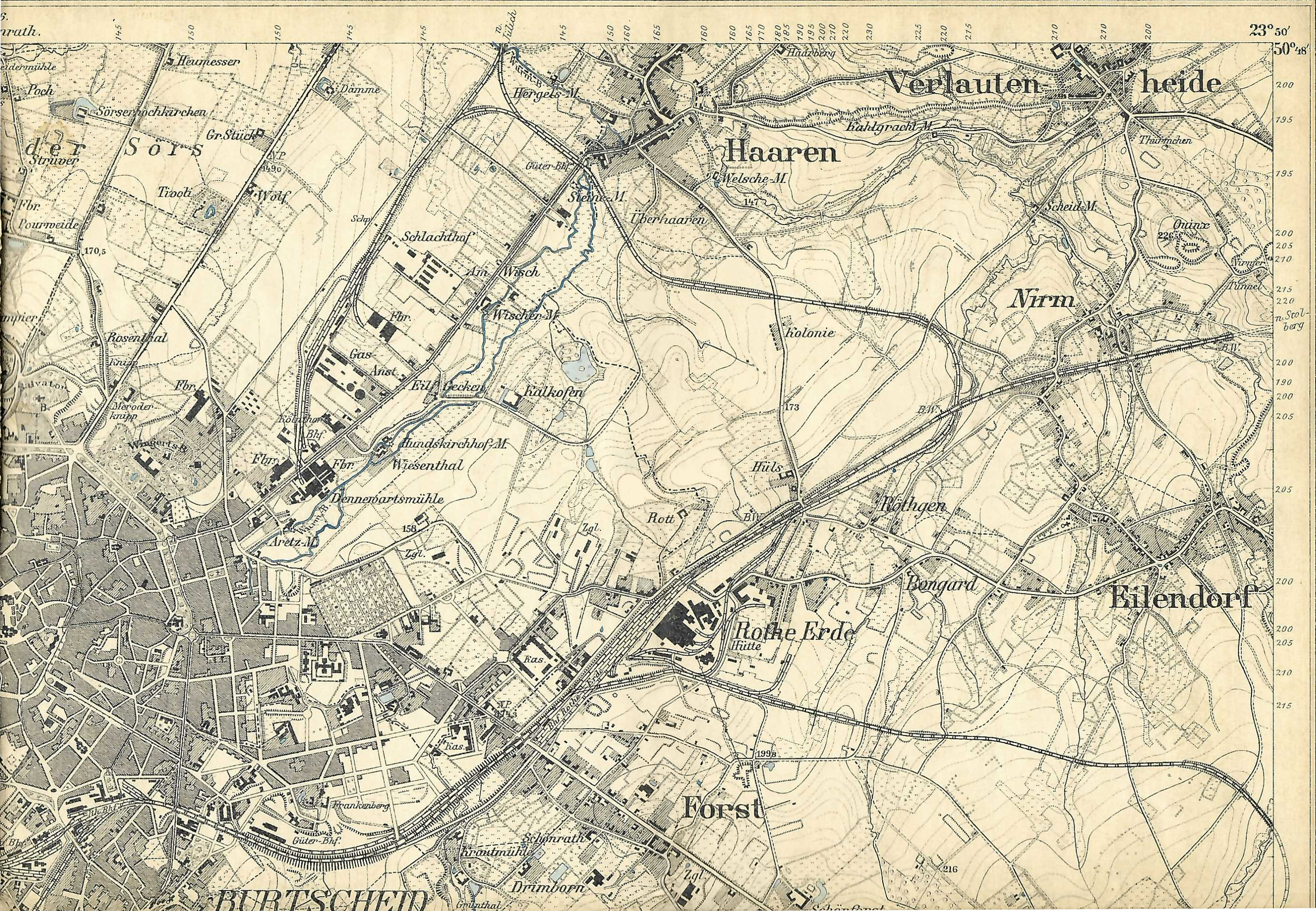
Historische Karte mit Röthgen als Ortsnamen und Lage der Hütte Rothe Erde

Rothe Erde ist ein von der Großindustrie geprägter, seit dem 1. April 1906 bestehender Stadtteil von Aachen. Es ist der statistische Bezirk 34 im Stadtbezirk Aachen-Mitte. Er liegt zwischen den Stadtteilen Forst und Eilendorf. Der Stadtteil wurde von 1999 bis 2010 zusammen mit dem gesamten Ostviertel Aachens in das Förderprogramm Soziale Stadt aufgenommen und städtebaulich, verkehrstechnisch und kulturell grundlegend modernisiert.

## Name, Geschichte und Wirtschaft
Die ursprüngliche Ortschaft nannte sich Röthgen. Der umgebene Bezirk wurde Rothe Erde genannt und gab der später neu entstandenen Siedlung ihren Namen. Beide Begriffe sind Rodungsnamen. Der Weiler und sein Name sind untergegangen und nur in den Namen des Rödgerbachs, Rödger Straße und Rödger Au erhalten.
Rothe Erde ist ein historisch bedeutender Stahlstandort. Im Jahr 1845 gründete der Wallone Jacques Piedbœuf zusammen mit dem Unternehmer Johann Hugo Jacob Talbot sowie den Maschinenbauern Johann Leonhard Neuman und Theodor Esser auf einem ehemaligen Landgut das Stahlwerk OHG Piedboeuf & Co, Aachener Walz- und Hammerwerk, die nach Übernahme von Carl Ruëtz im Jahre 1851 fortan als Kommanditgesellschaft Carl Ruëtz & Co – Aachener Hütten-Aktien-Verein Rothe Erde weitergeführt wurde. Carl Ruëtz kaufte 1861 in Dortmund die damalige Paulinenhütte, die seitdem bis heute Rothe Erde Dortmund heißt und übergab das Aachener Hüttenwerk dem Montanindustriellen Adolph Kirdorf.

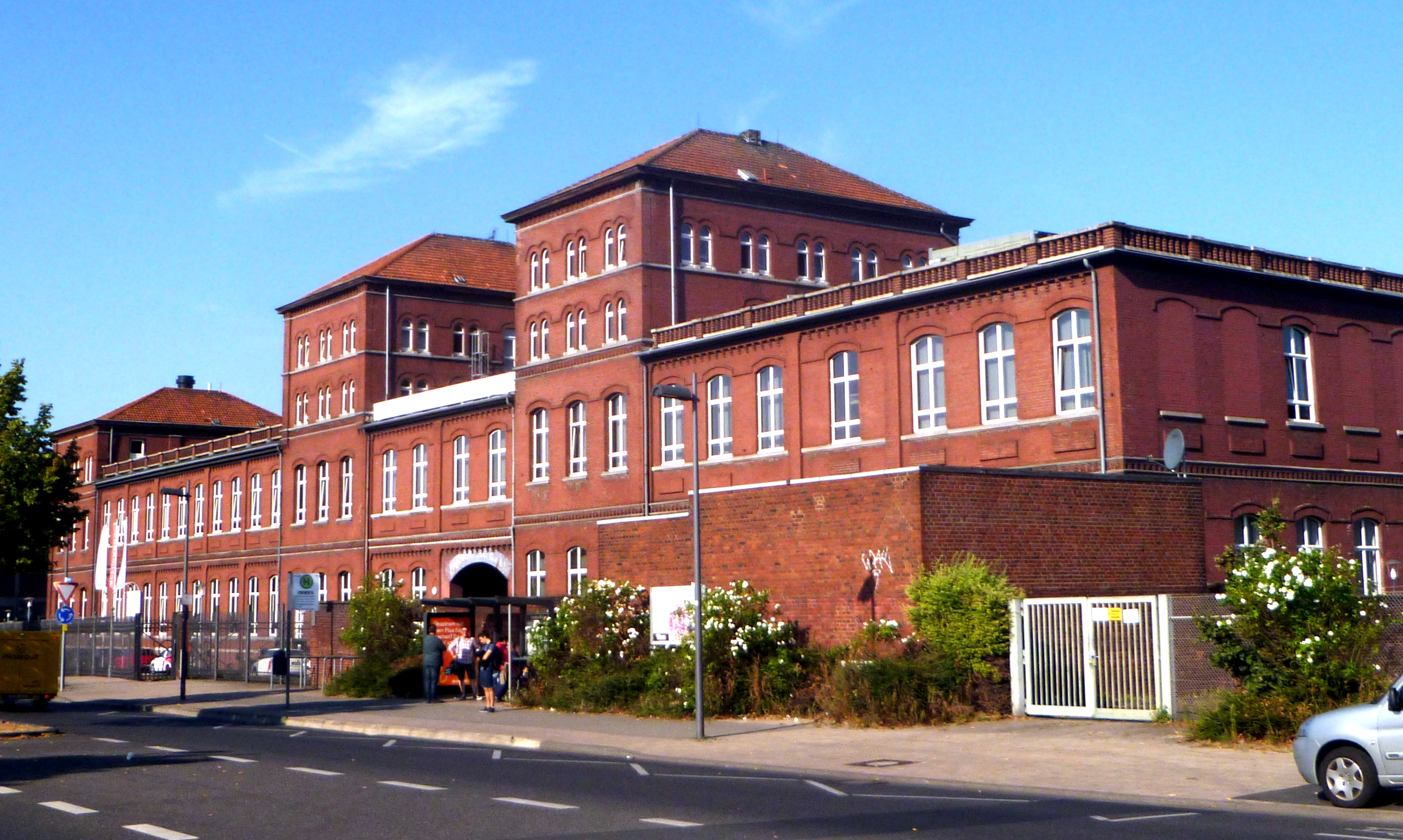
Ehemaliges Verwaltungsgebäude des Stahlwerks

Da es in Rothe Erde keinen Hochofen gab, in dem das Eisenerz zu Roheisen verhüttet werden konnte, erwarb Kirdorf ab 1892 zu diesem Zweck mehrere Hochofenwerke und Zechenbetriebe sowohl in Esch-sur-Alzette in Luxemburg, das zum Deutschen Zollverein gehörte, als auch in der Gemeinde Audun-le-Tiche/Deutschoth in Lothringen, welches seit 1871 Teil des Deutschen Reiches war. Die benötigte Kohle- und Koksmengen erhielt er von der Gelsenkirchener Bergwerks-AG, wo sein Bruder Emil zu jener Zeit ebenfalls als kaufmännischer Direktor tätig war. Kirdorfs Strategie zahlte sich aus, bis 1887 nahm der Aachener Hütten-Aktien-Verein Rothe Erde mit einer Rohstahlerzeugung von ca. 500.000 Tonnen den ersten Platz unter den deutschen Stahlwerken ein und steigerte dieses Ergebnis bis 1890 auf über eine Million Tonnen Rohstahlblöcke.
Zum 1. Januar 1905 ging das Hüttenwerk zusammen mit dem Schalker Gruben- und Hüttenverein eine Interessengemeinschaft ein, die schließlich im Jahr 1907 in einer formalen Fusion unter dem Dach der Gelsenkirchener Bergwerks-AG mündete. Im Jahre 1906 wurde noch die Eschweiler Drahtfabrik angegliedert, die in jenem Jahr durch ein Hochwasser der Inde schwer beschädigt worden war.
Nach Gründung und Fertigstellung 1912 der Adolf-Emil-Hütte in Esch-sur-Alzette zählte der Aachener Hütten-Aktien-Verein mit mittlerweile elf Hochöfen neben der einheimischen Arbed mit 15 Hochöfen und der Deutsch-Luxemburgischen Bergwerks- und Hütten-AG des Ruhrindustriellen Hugo Stinnes mit neun Hochöfen nunmehr auch zu den bedeutendsten Unternehmen der Schwerindustrie in Luxemburg.
Nach dem Ersten Weltkrieg und dem damit verbundenen Zusammenbruch der Rohstoffversorgung sowohl auf Grund des Wegbrechens der Hütten und Zechen in Lothringen und des Austritts Luxemburgs aus dem Deutschen Zollverein als auch durch den Verlust der Absatzmärkte im Osten Deutschlands durch die Alliierte Rheinlandbesetzung war Kirdorf gezwungen, das Aachener Unternehmen an das französisch-belgisch-luxemburgische Konsortium Société Métallurgique des Terres Rouges unter Führung des Luxemburger Stahlkonzerns Arbed zu verkaufen. Im Jahre 1926 wurden die Fabrikanlagen stillgelegt und größtenteils demontiert.
Aus dem Abfallprodukt der Verhüttung, der Thomasphosphatschlacke, wurde bereits ab 1886 in einer eigenen Schlackenmühle zunächst Düngemittel hergestellt. Rund 150.000 Tonnen Phosphatmehl für die Landwirtschaft wurden hier jährlich produziert. Nach der Schließung der Hütte erwarb Karl Gustav Schmidt die noch vorhandenen Schuttberge, um die Schlacke zukünftig als Original Aachener Rothe Erde für Sportplätze in ganz Europa, darunter das Berliner Olympiastadion von 1936, aber auch das ehemalige Fußballstadion von Borussia Dortmund, das Stadion Rote Erde, zu vermarkten.

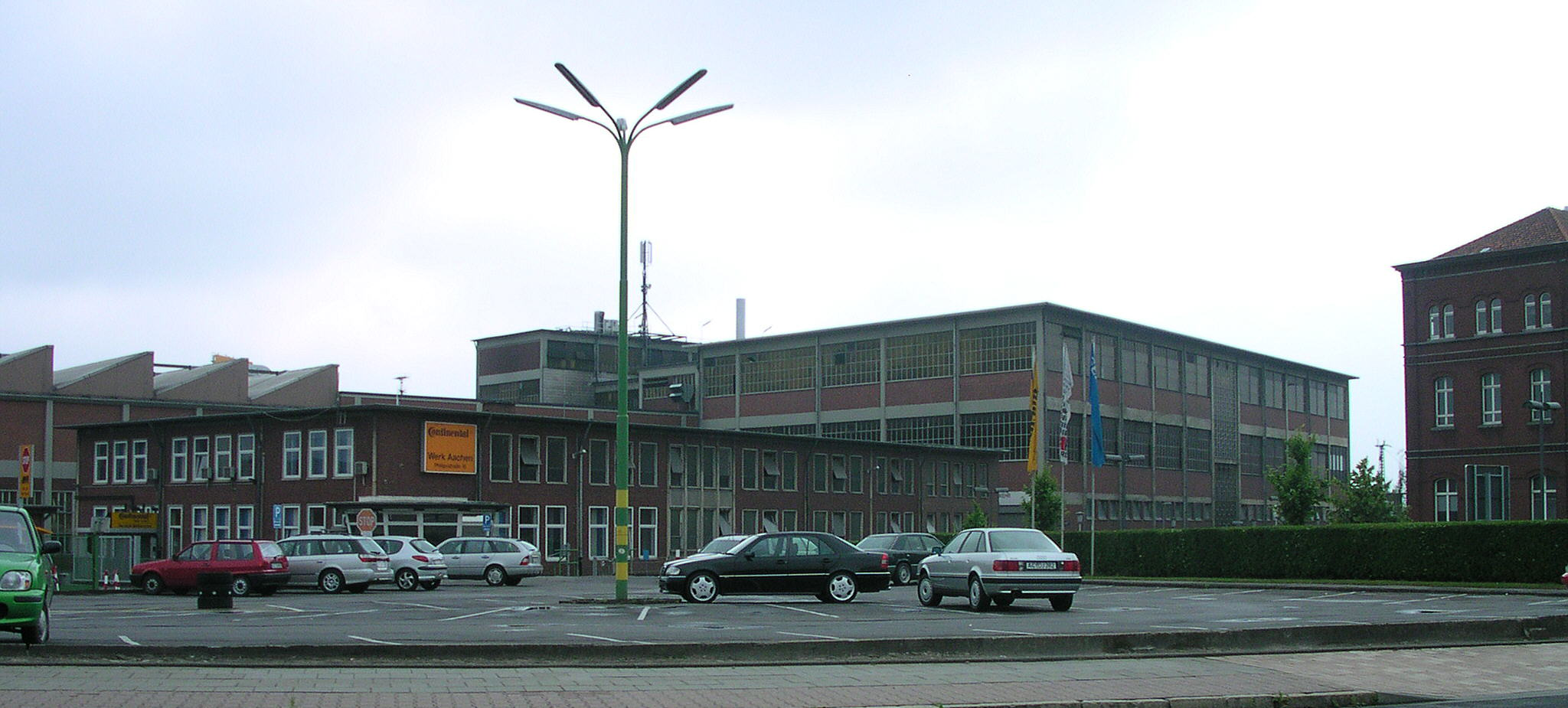
Continental Aachen-Rothe Erde

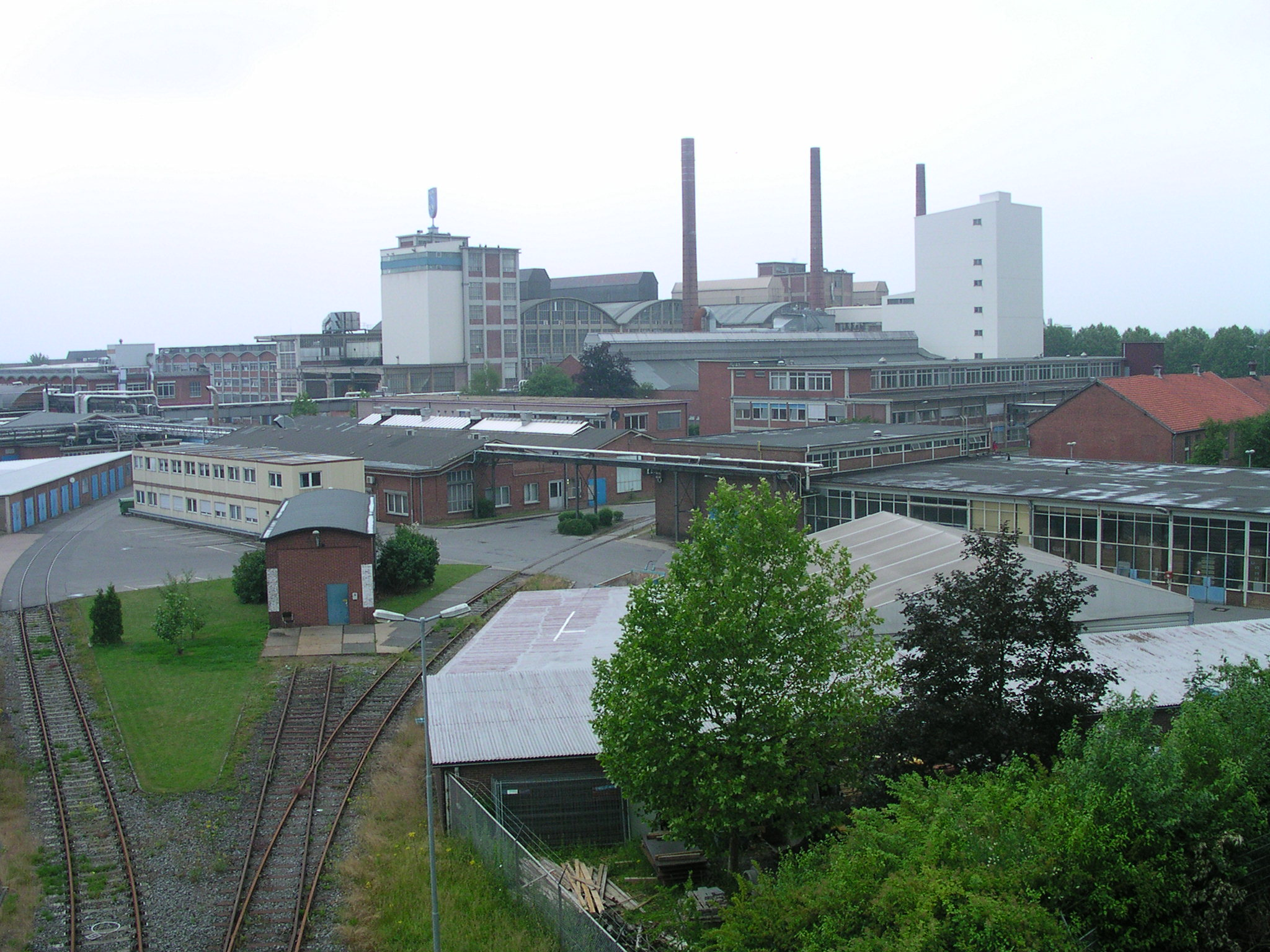
Philips Aachen – Bildröhrenwerk Rothe Erde

Auf dem Gelände des Hüttenwerkes ließ sich 1929 der Reifenhersteller O. Englebert Fils & Co. nieder, welcher 1958 mit Uniroyal fusionierte und als Uniroyal Englebert Deutschland AG firmierte. Nach der Übernahme durch die Continental AG wurde der Firmensitz nach Hannover verlegt, aber eine Produktionsanlage für Reifen beibehalten. Das ehemalige Direktionsgebäude wurde dagegen im Jahr 2009 meistbietend versteigert und wird heute in gewerblichem Branchenmix benutzt. Hauptmieter ist seit 2012 die Actimonda BKK. Am 30. September 2020 wurden von der Konzernleitung die Schließungspläne des seit Ende der 1920er Jahre bestehenden Reifenwerkes bekannt gegeben. Trotz profitabler Reifensparte sind 1.800 Mitarbeiter von der Schließung Ende 2021 betroffen.
Im Jahre 1949 begann in unmittelbarer Nachbarschaft und zum Ortsteil Rothe Erde gehörend der Aufbau des Industrieparks Rothe Erde, auf dem sich Philips Deutschland GmbH mit einer Glühlampen- und Glasfabrik niederließ, die ab 1954 auch die Bildröhrenproduktion übernahm. Etwa ab der Jahrhundertwende und nachdem sich Philips strukturell veränderte, spezialisiert und damit verkleinert hat, wird der Industriepark Rothe Erde von mehreren und unterschiedlichen Unternehmen genutzt. Von 2017 bis 2018 entstand ein Produktionswerk des Elektrofahrzeugherstellers e.GO Mobile auf dem ehemaligen Philips-Gelände, das im Juli 2018 offiziell eröffnet wurde. Seit 2013 befindet sich das ehemalige Philipswerk im Immobilienbesitz von Triwo und wird als Technopark Aachen von Triwo als Technologiepark bewirtschaftet.

## Religion

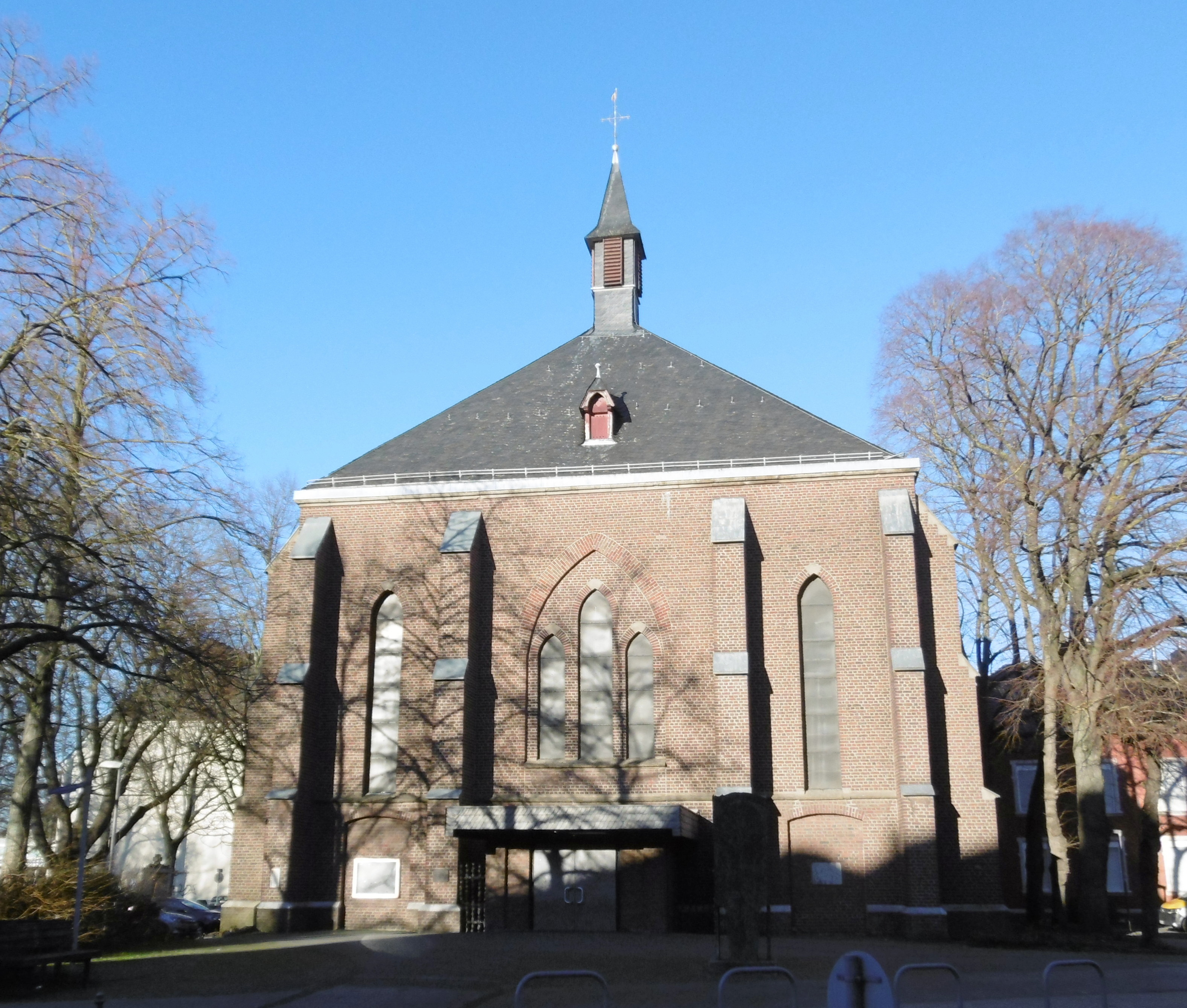
St. Barbara - Rothe Erde

Im letzten Viertel des 19. Jahrhunderts war Rothe Erde um das Vierfache gewachsen. Da die Mehrheit der Bevölkerung katholisch war, war damit die Einrichtung eines eigenen Seelsorgebezirkes unumgänglich geworden. Dieser wurde mit der seit 1901 selbstständigen Pfarre St. Barbara, benannt nach der Schutzpatronin der Berg- und Hüttenleute, eingerichtet. Eine Wappentafel an der Kirche erinnert noch heute an diese Großindustrie. Zuvor befand sich seit 1731 auf dem Gut Kleine Rothe Erde eine Privat-Kapelle, die 1735 auf Veranlassung des damaligen Kölner Weihbischofs benediziert worden war. Nach ihrem Bau ab 1864 war die Pfarrkirche St. Severin in Eilendorf für die Katholiken zuständig, die auch nach der Einweihung von St. Barbara Mutterpfarre geblieben ist. Die Grundsteinlegung der Barbarakirche fand 1900 und die Einweihung 1901 statt. Im Jahr 1944 erlitt sie schwere Kriegsbeschädigungen und wurde 1957 wiederhergestellt sowie in den Jahren 1974/1975 umfassend restauriert. Im März 2019 wurde die Kirche profaniert und der Kirchenkomplex der Gemeinde „Neues Leben“ zur Nutzung einer evangelischen Freikirche verkauft. Die alte Sakristeiglocke wurde von der Apolloniakapelle in Eilendorf übernommen.
Zum 31. Dezember 2003 verzeichnete der statistische Bezirk Rothe Erde auf 164 ha mittlerweile 2.634 Einwohner mit einem Ausländeranteil von nahezu 31 %. Etwa 1.300 Personen gehörten dem katholischen Glauben an.

## Verkehr

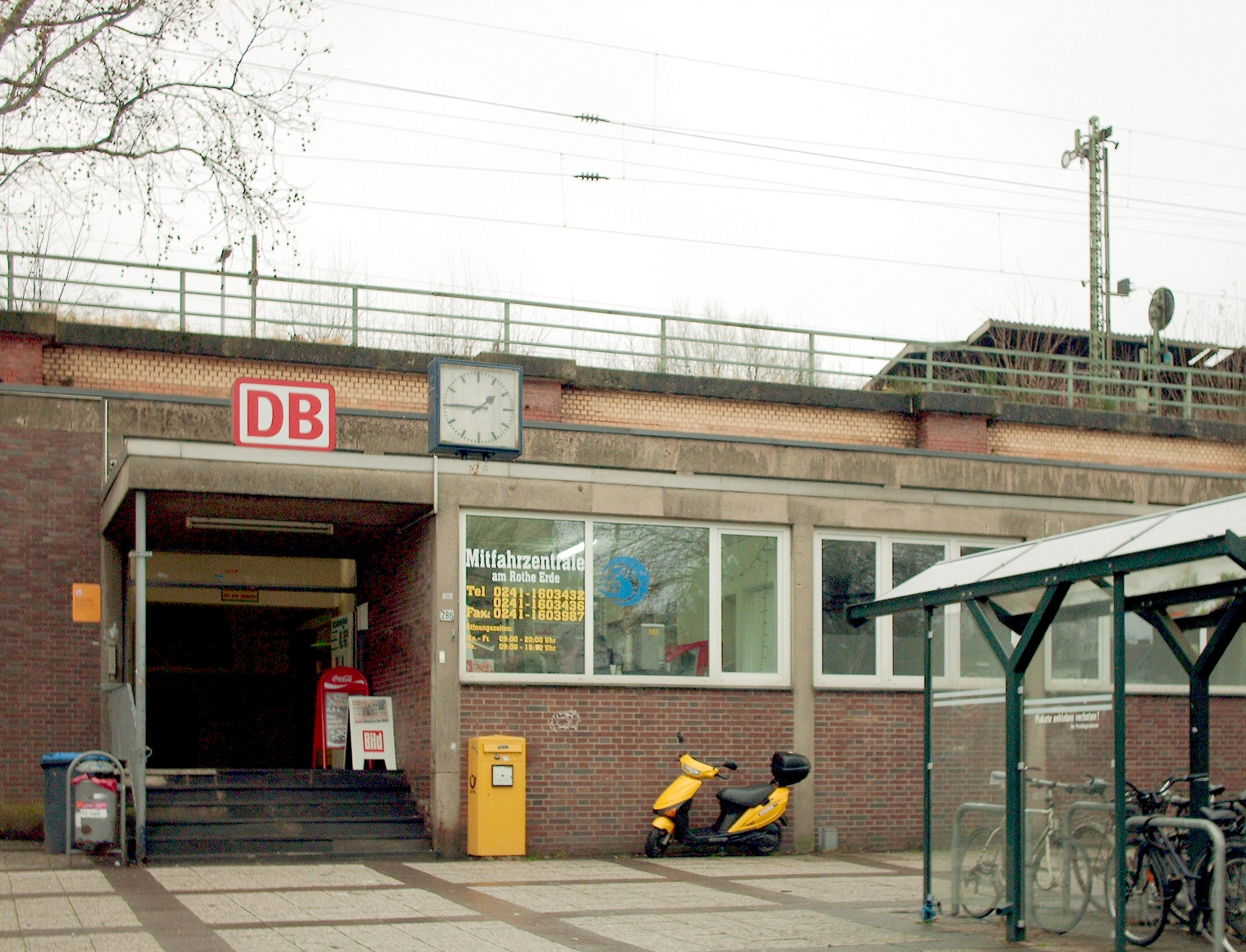
Bahnhof Rothe Erde vor seinem Umbau

Der nächste Bahnhof ist der Bahnhof Aachen-Rothe Erde. Die nächsten Autobahnanschlussstellen sind Aachen-Brand an der Bundesautobahn 44 sowie Aachen-Rothe Erde an der Bundesautobahn 544.
→ Siehe auch: Liste der Straßen in Aachen-Mitte